# Retro Bowl
Retro Bowl è un videogioco di football americano in stile 8 bit sviluppato da New Star Games  per i sistemi operativi iOS, Android e Nintendo Switch. Una versione per browser è ufficialmente disponibile anche sui siti web Poki e Kongregate. Il gioco è stato pubblicato a gennaio 2020 e grazie a JefeZhai, HostileBeast e RetroSportRadio, è aumentato enormemente in popolarità alla fine del 2020. Una versione per Nintendo Switch è stata distribuita il 10 febbraio 2022.
Retro Bowl è stato fortemente influenzato dalla serie Tecmo Bowl. Retro Bowl è stata l'app più scaricata sull'App Store di Apple alla fine del 2021.  Dopo il successo di Retro Bowl, gli sviluppatori hanno pubblicato il gioco di calcio Retro Goal a giugno 2021.  Retro Bowl utilizza meccaniche semplici che sono state elogiate sia dai giocatori che dalla critica. 

## Modalità di gioco
Retro Bowl emula un gameplay di football americano ed è stato fortemente influenzato dalla serie Tecmo Bowl. In Retro Bowl, il giocatore controlla l'attacco della squadra mentre funge anche da direttore generale della squadra. Anche se il giocatore può reclutare giocatori difensivi o ottenere giocatori difensivi da free agency, la difesa non è giocabile ed è simulata dal gioco. L'obiettivo del gioco è che il giocatore gestisca la propria squadra fino alla finale del campionato Retro Bowl (uno spin-off del Super Bowl ). Il gioco include anche aspetti della gestione di una squadra di football americano come lo scambio e il taglio dei giocatori, la firma di free agent, il mantenimento del morale, la selezione dei giocatori, i colloqui con la stampa e altro ancora. C'è anche una "versione illimitata" dal costo di 1€, che dà accesso alla modifica delle divise, dei nomi e delle end zone di qualsiasi squadra, del meteo e altro ancora. Il giocatore può anche acquistare la valuta di Retro Bowl chiamata Coaching Credits (CC), ovvero "Crediti dell'Allenatore", che possono essere guadagnati anche tramite le partite e le decisioni al di fuori di esse. Tutte le squadre sono basate sulle squadre NFL reali, ma poiché EA detiene ancora la licenza NFL esclusiva per le squadre e i giocatori effettivi, Retro Bowl realizza una divisa simile a quella della squadra e inserisce il nome della città al posto del nome della squadra per compensare la mancanza della licenza NFL. (Ad esempio, Philadelphia invece di Philadelphia Eagles).
Nell'aprile 2022 è stato pubblicato un aggiornamento che ha introdotto la possibilità di controllare i calci d'inizio.
Nell'ottobre 2022 è stato pubblicato un altro aggiornamento del gioco che ha reso possibile simulare le partite e cambiare gli avatar dei giocatori e dello staff con una versione illimitata al costo di 1 euro.
Nel febbraio 2023 è stato pubblicato un altro aggiornamento del gioco in cui Retro Bowl ha aggiunto una nuova modalità chiamata "Exhibition Mode" per consentire ai giocatori di scegliere 2 delle 32 squadre NFL e giocare una partita contro la CPU o con un amico dallo stesso dispositivo.
Nel giugno 2023, Retro Bowl+ è stato pubblicato su Apple Arcade come gioco base con la versione illimitata senza costi aggiuntivi.
Nel settembre 2023, è uscito Retro Bowl College, uno spin-off del gioco di football universitario. Le meccaniche di gioco sono rimaste le stesse del suo predecessore, tuttavia, sono state apportate modifiche alla gestione della squadra per adattarsi alla formazione della squadra del football universitario, come i giocatori che si laureano per partire per il draft e avere un fondo di borse di studio invece di un tetto salariale. Simile a Retro Bowl, Retro Bowl College non presenta licenze di squadra, tuttavia, il gioco include somiglianze per 250 squadre sia nei livelli FBS che FCS. Il gioco include anche partite di conference e bowl e una versione del College Football Playoff. 
Il 6 agosto 2024, New Star Games ha annunciato che il nuovo videogioco, Retro Bowl 25, uscirà il 5 settembre come nuova offerta nell'abbonamento Apple Arcade. Il gioco sarà concesso in licenza NFL e NFLPA, ciò significa che saranno presenti le squadre e i giocatori ufficiali della NFL.